# Cape Ann
Cape Ann is een rotsachtig schiereiland omgeven de Atlantische Oceaan, gelegen in het noordoosten van de Amerikaanse staat Massachusetts. De kaap ligt ruim 45 kilometer ten noordoosten van Boston en vormt de noordgrens van Massachusetts Bay. Cape Ann omvat de plaatsen Gloucester, Essex, Manchester-by-the-Sea en Rockport. Aan de noordzijde van het schiereiland ligt het natuurgebied Halibut Point State Park.

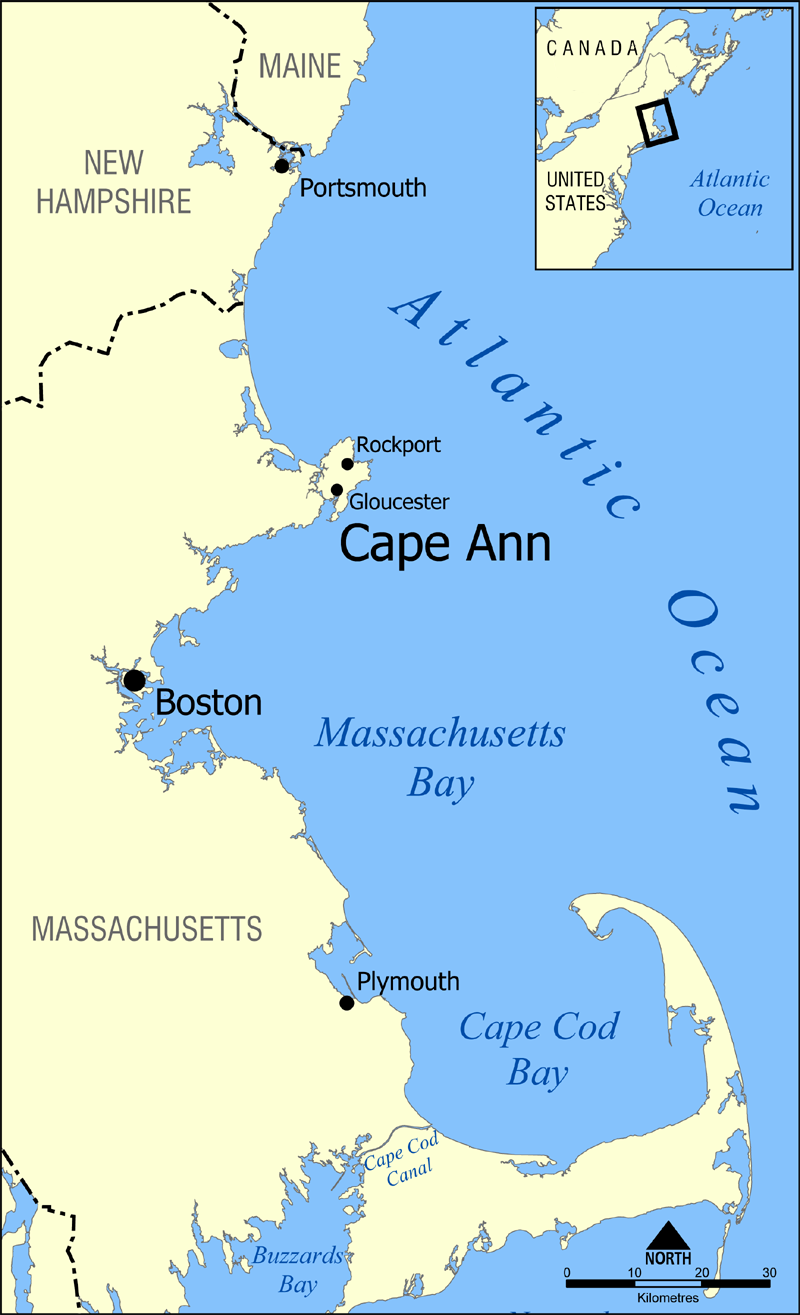
De ligging van Cape Ann

## Etymologie
Cape Ann werd voor het eerst in kaart gebracht door ontdekkingsreiziger John Smith. Hij noemde het Cape Tragabigzanda, naar zijn maîtresse in Istanboel.
Toen John Smith zijn kaart toonde aan koning Karel I van Engeland, stelde Smith voor dat de koning zich vrij moest voelen de ´barbaarse´ (vooral Indiaanse) plaatsnamen op de kaart te wijzigen in Engelse plaatsnamen. De koning veranderde vele plaatsnamen, waarvan slechts vier naamswijzigingen bewaard zijn gebleven. De plaatsnaam Cape Ann bleef bewaard, dit was een eervolle verwijzing van Karel I naar zijn moeder Anna van Denemarken.

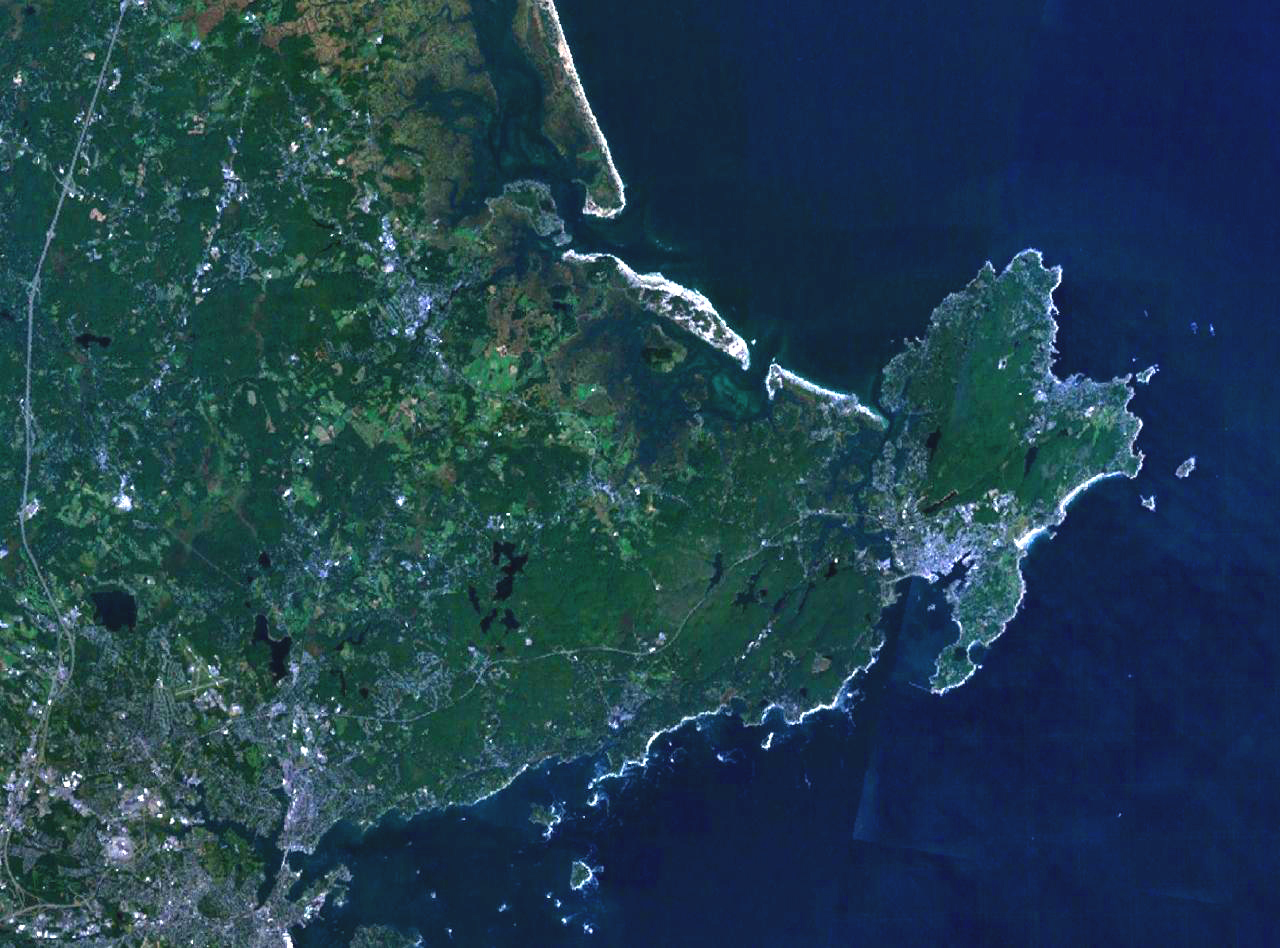
Satellietfoto van Cape Ann

## Koloniale geschiedenis
De Engelse kolonie is in 1624 gesticht. Dit betrof de vierde poging om een permanente nederzetting te vestigen in Nieuw-Engeland, na de Pophamkolonie, de Plymouth Colony en Nantasket Beach. Twee schepen van de Dorchester Company brachten 32 kolonisten naar de nederzetting, waarbij John Tylly en Thomas Gardner de toezichthouders waren voor respectievelijk het plaatselijke visserijbedrijf en de plantage. Aangezien deze kolonie voorafging aan de Massachusetts Bay Colony, werden de kolonisten ´old planters´ genoemd.
De naam Cape Ann was omstreeks 1634 reeds in algemeen gebruik. Dit blijkt uit de kaarten in William Woods New England Prospect, dat in dat jaar verscheen.
Halverwege de 19e eeuw stond Cape Ann bekend om de productie van graniet, dat vooral gebruikt werd als plaveisel voor straten en wegen doorheen de gehele Verenigde Staten.

## Populaire cultuur
Cape Ann staat tegenwoordig bekend om de vissersdorpen en kunstenaarskolonies. Ook speelt de film Manchester by the Sea uit 2016 zich grotendeels af op Cape Ann.